# Ranularia testudinaria
Ranularia testudinaria là một loài ốc biển săn mồi, là động vật thân mềm chân bụng sống ở biển trong họ Ranellidae, họ ốc tù và.

## Miêu tả
The shell size is khoảng 50 mm và 100 mm

## Phân bố
Chúng phân bố ở Ấn Độ Dương dọc theo vùng bể Mascarene, dọc theo Philippines và ở miền tây Thái Bình Dương.